# Diocèse de Daloa

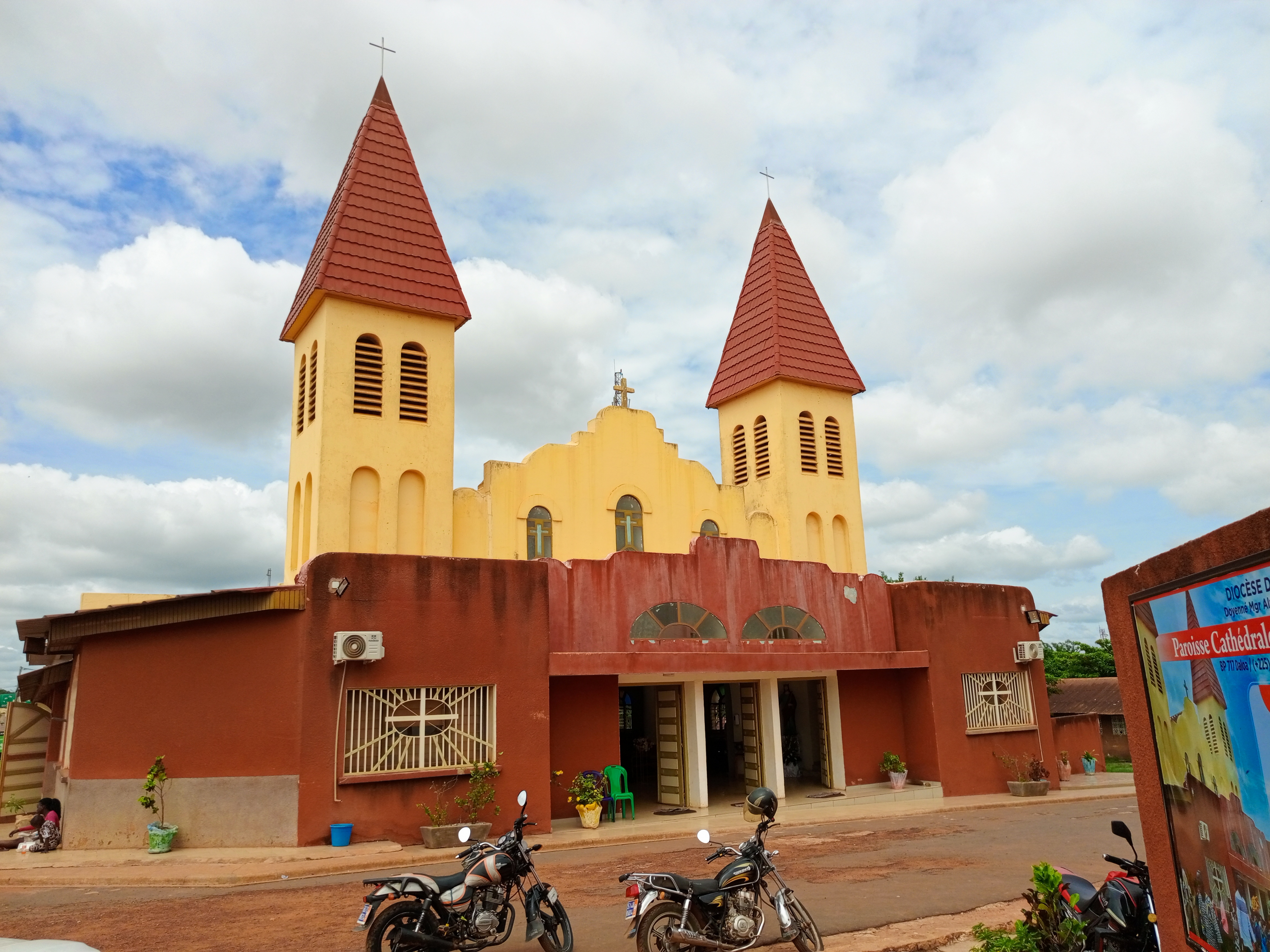

Le diocèse de Daloa a été érigé le 14 juillet 1955, prenant la suite du vicariat apostolique de Sassandra, puis de Daloa, confié aux missionnaires de la Société des missions africaines. L'évêque en est Marcellin Yao Kouadio, depuis le 25 avril 2018.
Sa cathédrale est la cathédrale du Christ-Roi de Daloa.

## Géographie
Le diocèse est situé au Centre Ouest de la Côte d’Ivoire, entre les régions du Haut-Sassandra et de la Marahoué sur sept départements: Daloa, Bouaflé, Issia, Sinfra, Zuénoula, Vavoua et Zoukougbeu. Il est limité au Nord par les diocèses d’Odienné et de Korhogo, au Sud par les diocèses de Gagnoa et de San-Pedro, à l’Est par les diocèses de Yamoussoukro et de Bouaké et à l’Ouest par le diocèse de Man.
Le diocèse compte aujourd'hui dix-huit paroisses  réparties en trois secteurs paroissiaux (secteur centre : Daloa, Gonaté, Vavoua et Zoukougbeu; secteur est : Bouaflé, Bonon, Gohitafla et Zuénoula; secteur sud : Issia, Saïoua, Sinfra et Kononfla):
- Christ-Roi (Cathédrale du Christ-Roi de Daloa)
- Saint-Joseph de Daloa
- Sainte-Thérèse-de-l'Enfant-Jésus de Daloa
- Sainte-Marie-Mère-de-Dieu de Daloa
- Sainte-Hélène de Daloa
- Saint-Jean de Gonaté
- Saint-Augustin de Bouaflé
- Saint-François-d'Assise de Bonon
- Sainte-Marie de Zuénoula
- Saint-Matthieu à la SODESUCRE (Zuénoula)
- Saint-Paul de Gohitafla
- Sacré-Cœur de Vavoua
- Saint-François-Xavier de Zoukougbeu
- Notre-Dame-de-Lourdes d'Issia
- Saint-Jacques de Saïoua
- Saint-Michel de Sinfra
- Notre-Dame-de-l'Assomption de Kononfla
- Une paroisse dans la sous-préfecture de Gadouan.
- Saint-Marc Daloa

## Histoire
Le vicariat apostolique de Sassandra est érigé le 9 avril 1940 par la bulle pontificale Quo intra de Pie XII, recevant son territoire du vicariat apostolique de la Côte d'Ivoire (aujourd'hui archidiocèse d'Abidjan), tous les deux confiés à la Société des missions africaines.
Le 14 septembre 1955 par la bulle Dum tantis du même Pie XII, le vicariat apostolique est élevé au rang de diocèse avec son nom actuel. Au début, il était suffragant de l'archidiocèse d'Abidjan.
Le 25 juin 1956 et le 8 juin 1968, il cède des portions de son territoire à l'avantage des nouveaux diocèses de Gagnoa (aujourd'hui archidiocèse) et de Man.
Il cède encore une portion de territoire le 19 décembre 1994 pour former le nouveau diocèse d'Odienné et en même temps fait partie de la province ecclésiastique de l'archidiocèse de Gagnoa.

## Statistiques
Le diocèse comprenait en 2013 60 prêtres (dont 12 réguliers), soit un prêtre pour 3 666 baptisés, 24 religieux et 25 religieuses, pour 220 000 baptisés (14,3% de la population) dans 18 paroisses.

## Sources
- (en) Giga-Catholic Information
- Présentation du diocèse de Daloa

## Voir Aussi
- Liste des diocèses de Côte d'Ivoire